# 岱喇嘛庙
岱喇嘛庙，赐名“真济寺”，位于内蒙古自治区锡林郭勒盟阿巴嘎旗，是一座藏传佛教格鲁派寺院。

## 简介
清朝时，内蒙古的阿巴哈纳尔左翼旗北部有岱喇嘛庙（真济寺），南部有贝子庙，此外该旗境内还有乌兰呼都格等十多座小庙。后来，由于行政区划几经调整，如今岱喇嘛庙位于阿巴嘎旗伊和高勒苏木乌力吉图嘎查境内，地处阿巴嘎旗人民政府所在地别力古台镇东北大约112公里处。
1945年11月6日，在张家口组成了内蒙古自治运动联合会筹备委员会。同年11月26日至11月29日，内蒙古自治运动联合会成立大会举行。内蒙古自治运动联合会成立后，派出许多干部到内蒙古各个盟旗工作。1945年末，旺钦（阿巴嘎左旗人）、丹巴（阿巴嘎旗岱喇嘛庙人）、赛音吉雅等人组成的锡林郭勒盟革命工作组先遣队抵达锡林郭勒盟。1946年2月，在贝子庙成立了内蒙古自治区运动联合会锡林郭勒盟分会。同年4月6日，云世英（格日勒朝克图）、潮洛濛率领的锡林郭勒盟工作队一行18人也抵达贝子庙开展工作。
第二次国共内战爆发后，遵照中共中央关于战略转移的指示，内蒙古自治运动联合会的千余名干部、学生、家属在1946年9月22日撤离张家口，分两路撤至锡林郭勒草原，散居在贝子庙及其周边几百公里内的各个寺庙中。内蒙古自治运动联合会撤至贝子庙之后，国军孙兰峰部准备进攻锡察革命根据地，作为其内应的锡林郭勒盟的叛匪也对贝子庙构成威胁。鉴于岱喇嘛庙位于内蒙古和蒙古人民共和国边境，向北可依靠苏联及蒙古人民共和国，向南可以支援战斗部队，而且岱喇嘛庙也同内蒙古自治运动联合会及锡林郭勒盟军政机关的重要财源“盐池”（即东乌珠穆沁旗额吉淖尔）相呼应，岱喇嘛庙喇嘛及周边牧民具有革命觉悟，岱喇嘛庙因靠近玛尼图煤矿而容易解决生活用燃料，所以1946年10月，内蒙古自治运动联合会将大本营及战斗部队留在前方的贝子庙，将后勤留守处、医院以及干部、学生、家属全部迁至位于大后方的岱喇嘛庙。此后，内蒙古自治运动联合会代中共中央培养的干部扎喜旺徐（藏族人）等部分少数民族后备干部也转到岱喇嘛庙。
从1946年10月到1947年3月中旬，内蒙古自治运动联合会在岱喇嘛庙度过了内蒙古自治区成立之前的6个多月困难时期，直到1947年3月中旬从岱喇嘛庙转移至乌兰浩特。2010年春，原全国人大常委会副委员长布赫为岱喇嘛庙遗迹题词：“内蒙古自治运动大后方——岱喇嘛庙”。